# Gradenegger Bach
Der Gradenegger Bach ist ein Bach in Mittelkärnten. Er entspringt in den Wimitzer Bergen bei St. Paul in der Gemeinde Sankt Urban (Bezirk Feldkirchen) auf einer Höhe von 1110 m ü. A. und fließt zunächst recht steil in Richtung Südosten. Bald nimmt er von rechts den Retschitzbach auf, der nahe der Simonhöhe entspringt und ein größeres Einzugsgebiet hat, durchquert flach in Richtung Osten das Freundsamer Moos (Dobramoor), das auf einer Höhe von etwa 900 m liegt, und überquert dabei die Gemeindegrenze Liebenfels. Dann wendet er sich in einem steileren Graben nach Südosten, nimmt von links den Grundbach auf, und mündet westlich des Ortes Glantschach in den Liembergbach.
Der Bach ist in gutem bis sehr gutem chemischen und ökologischen Zustand.